# 36-я пехотная дивизия (Великобритания)
36-я (ольстерская) пехотная дивизия (англ. 36th (Ulster) Division) — тактическое соединение Британской армии периода Первой мировой войны. Являлось частью «новой армии» лорда Китченера, сформированной в сентябре 1914 года. Первоначально называвшаяся Ольстерская дивизия, она состояла в основном из членов ольстерских добровольческих сил (Ulster Volunteers), которые сформировали тринадцать дополнительных батальонов для трёх существовавших полков: Королевских ирландских фузилёров (Royal Irish Fusiliers), Королевских ирландских стрелков (Royal Irish Rifles) и Королевских иннискиллингских фузилёров (Royal Inniskilling Fusiliers). Тем не менее, регулярные офицеры и солдаты, а также мужчины со всего Соединённого Королевства Великобритании и Ирландии составляли силу дивизии. Дивизия служила с октября 1915 года на Западном фронте в составе британской армии во время Великой войны.
Эмблемой дивизии была «Красная рука Ольстера».

## История

### Формирование
Ольстерские добровольцы были юнионистским ополчением, основанным в 1912 году, чтобы блокировать самоуправление в Ирландии. В 1913 году они организовались в Добровольческие силы Ольстера, чтобы оказать вооружённое сопротивление предполагаемому Третьему закону о самоуправлении (принят в 1914 году). Многие протестанты Ольстера опасались, что ими будет управлять парламент в Дублине, в котором доминируют католики, и они потеряют свое местное превосходство и прочные связи с Великобританией. Сэр Эдвард Карсон, один из лидеров юнионистов, обратился с призывом к ольстерским добровольцам поступить на военную службу. Китченер надеялся на бригаду (четыре батальона), но получил целую дивизию (три бригады). Генерал-майор Оливер Ньюджент принял командование дивизией в сентябре 1915 года, и в октябре 1915 года дивизия была переброшена во Францию.

### Награждения
36-я дивизия была одной из немногих дивизий, добившихся значительных успехов в первый день на Сомме. Он атаковал между Анкре и Тьепвалем позицию, известную как Швабенский редут. По словам военного историка Мартина Миддлбрука:

Передовым батальонам (36-й (ольстерской) дивизии) было приказано выйти из леса незадолго до 7:30 утра и расположиться рядом с немецкими траншеями [...] В полночь британский заградительный огонь прекратился. Горны протрубили «Вперёд». Ольстерцы вскочили и, не выстраиваясь в волны, принятые другими дивизиями, устремились к немецкой линии фронта [...] Благодаря сочетанию разумной тактики и ольстерского рывка был достигнут приз, который ускользнул от многих, — захват длинного участка немецкой линии фронта.
Оригинальный текст (англ.)The leading battalions (of the 36th (Ulster) Division) had been ordered out from the wood just before 7.30am and laid down near the German trenches ... At zero hour the British barrage lifted. Bugles blew the "Advance". Up sprang the Ulstermen and, without forming up in the waves adopted by other divisions, they rushed the German front line ..... By a combination of sensible tactics and Ulster dash, the prize that eluded so many, the capture of a long section of the German front line, had been accomplished.

Во время битвы на Сомме Ольстерская дивизия была единственной дивизией X корпуса, которая достигла своих целей в первый день сражения. Это далось дорогой ценой: за два дня боев дивизия потеряла 5500 офицеров и рядовых убитыми, ранеными или пропавшими без вести. Военный корреспондент Филипп Гиббс сказал об этой дивизии: «Их атака была одним из лучших проявлений человеческого мужества в мире».
Из девяти крестов Виктории, вручённых британским войскам в битве, четыре были вручены солдатам 36-й дивизии.

### Тьепваль— Сомма
Сектор 36-й ольстерской дивизии на Сомме располагался по обе стороны от болотистой долины реки Анкр и возвышенности к югу от реки. Их задачей было пересечь хребет и занять вторую немецкую линию близ Грандкурта. На их пути лежала не только немецкая линия фронта, но и сразу за ней, промежуточной линией внутри которой был Швабенский редут.
Первый день Соммы был годовщиной (по юлианскому календарю) битвы при Бойне, факт, отмеченный руководителями дивизии. Часто рассказывали истории о том, что некоторые мужчины надевали в бой оранжевые пояса. По словам Дэвида Хьюма: «Многие из тех, кто одержал верх на Сомме, были ольстерцами, по крайней мере один, сержант Сэмюэл Келли из 9-го батальона Королевских иннискиллингских фузилёров (Royal Inniskilling Fusiliers), носил свой ольстерский пояс, в то время как другие носили оранжевые ленты». Мартин Миддлбрук рассказывает историю о том, что, когда некоторые из его людей дрогнули, один командир роты из Западного Белфаста, майор. Джордж Гаффикин снял свой оранжевый пояс, высоко поднял его, чтобы его могли видеть его люди, и прокричал традиционный боевой клич битвы на Бойне: «Вперёд, парни! Никакой капитуляции!» Однако историки Робин Прайор и Тревор Уилсон, цитируя североирландского историка Кита Джеффри, категорически заявляют, что подобные истории являются мифами.
1 июля, после предварительной бомбардировки, ольстерцы быстро заняли немецкую линию фронта, но разведданные были настолько плохими, что, если бы остальная часть дивизии атаковала под скрытым обстрелом (артиллерия стреляла спереди или поверх людей; они продвигаются по мере продвижения), ольстерцы попали бы под свою собственную бомбардировку немецкой первой линии.
Но они всё равно продвигались вперёд, продвигаясь к гребню так быстро, что у немцев не было времени подняться из своих блиндажей (обычно на глубине 30—40 футов (914—1219 см) под землей). В редуте Швабен, который также был взят, наступление было настолько успешным, что к 10:00 некоторые достигли второй немецкой линии. Но снова они попали под свой собственный шквал артиллерийского огня, который должен был закончиться не раньше 10:10. Однако от этого успешного проникновения пришлось отказаться до наступления темноты, поскольку оно не имело себе равных среди тех, кто находился на его флангах. Ольстерцы оказались незащищёнными на узком выступе, открытом для атаки с трёх сторон. У них заканчивались боеприпасы и припасы, и полноценная немецкая контратака в 22:00 вынудила их отступить, отдав немцам практически всё, что они приобрели.
Дивизия понесла более 5000 общих потерь, из них 2069 смертей. Мемориал Тьепваля посвящен англо-французскому наступлению на Сомме в 1916 году и погибшим там людям, в том числе из 36-й (ольстерской) дивизии. Это самый большой британский военный мемориал пропавшим без вести на Западном фронте, как по физическим размерам, так и по количеству мемориалов (более 73 000). Он был построен в конце 1920-х — начале 1930-х годов.

### Ольстерская мемориальная башня

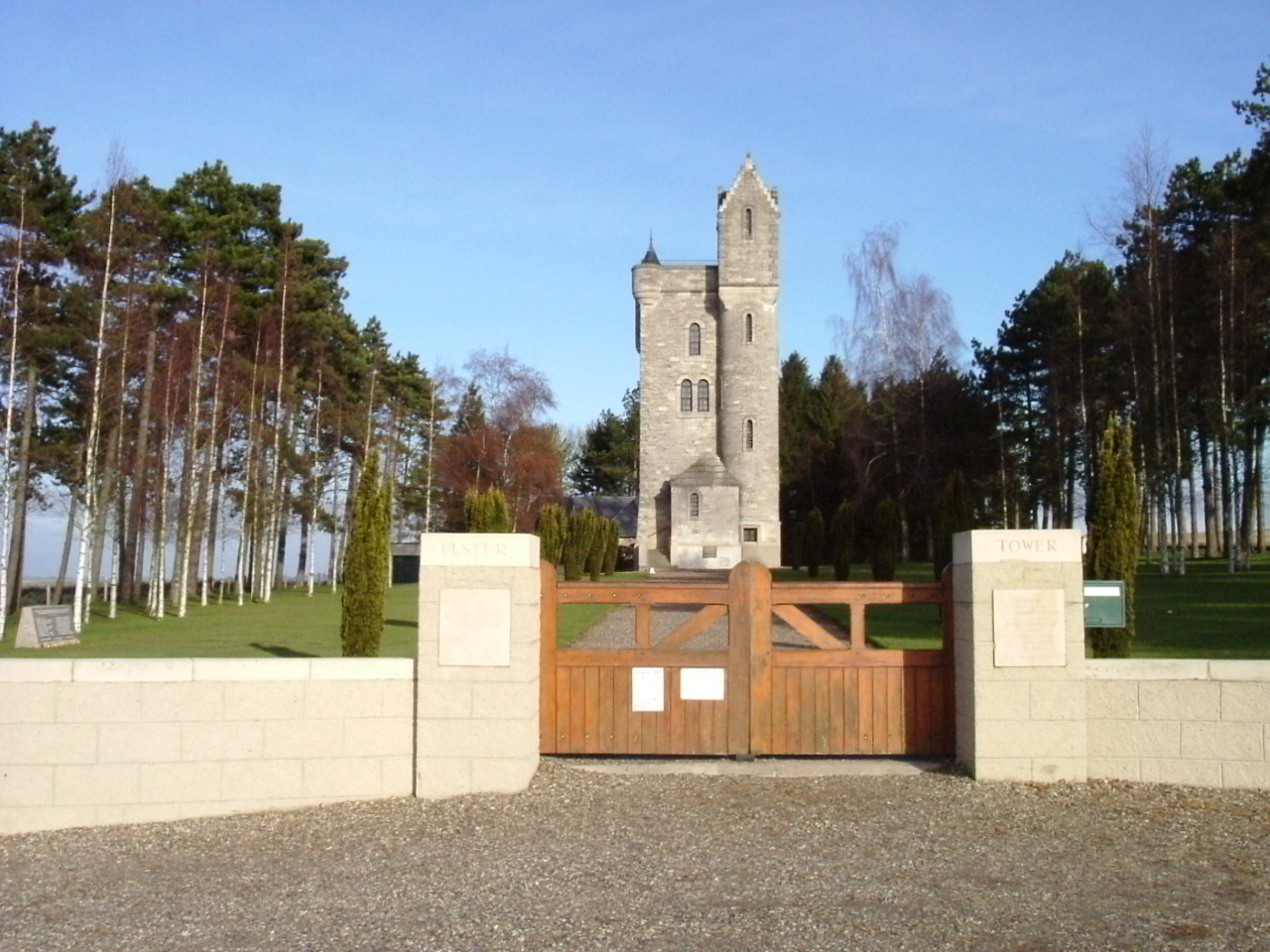
Ольстерская мемориальная башня, Тьепваль.

Мемориальная башня Ольстера была открыта фельдмаршалом сэром Генри Уилсоном в Тьепвале, департамент Сомма, Франция, 19 ноября 1921 года в честь вклада 36-й ольстерской дивизии во время Первой мировой войны. Башня отмечает место расположения Швабенского редута, против которого Ольстерская дивизия наступала в первый день битвы на Сомме.
Лорд Карсон намеревался лично провести церемонию открытия, но из-за болезни его место занял фельдмаршал сэр Генри Уилсон. Деньги были собраны путем общественной подписки в Северной Ирландии в память об офицерах и рядовых 36-й (ольстерской) дивизии и всех ольстерцах, погибших в Великой войне.
Сама башня является точной копией башни Хелен в Кландебое, графство Даун. Именно в Башне Хелен бойцы недавно сформированной Ольстерской дивизии проходили подготовку в начале Первой мировой войны. Для многих бойцов 36-й (ольстерской) дивизии характерный вид башни Хелен, возвышающейся над окружающей сельской местностью, был одним из их последних пристанищ. воспоминания о доме перед их отъездом в Англию и, впоследствии, на Западный фронт.

### Мессинская операция1917 года
36-я дивизия была глубоко вовлечена в бои вокруг Спанбрукмолена в Западной Фландрии в первый день Мессинской операции (7—14 июня 1917 года). Многие из его бойцов похоронены на британском кладбище Спанбрукмолен и кладбище Лоун-Три Комиссии по военным захоронениям Содружества на Мессинском хребте.

## Благодарности
Капитан Уилфред Спендер из штаба Ольстерской дивизии после битвы на Сомме цитировался в прессе как сказавший:

Я не уроженец Ольстера, но вчера, 1-го. В июле, когда я следил за их удивительной атакой, я почувствовал, что предпочел бы быть ольстерцем, чем кем-либо ещё в мире. Мое перо не может адекватно описать сотни героических поступков, свидетелем которых я был… Ольстерские добровольческие силы, из которых была сформирована дивизия, завоевали имя, равного которому нет в истории. Их преданность заслуживает благодарности Британской империи.
Оригинальный текст (англ.)I am not an Ulsterman but yesterday, the 1st. July, as I followed their amazing attack, I felt that I would rather be an Ulsterman than anything else in the world. My pen cannot describe adequately the hundreds of heroic acts that I witnessed... The Ulster Volunteer Force, from which the division was made, has won a name which equals any in history. Their devotion deserves the gratitude of the British Empire.
— Уилфред Спендер
и:

Ольстерская дивизия потеряла более половины людей, которые атаковали, и, поступая так, пожертвовала собой ради Империи, которая обошлась с ними не слишком хорошо. Их преданность, которая, без сомнения, помогла продвижению в других местах, заслужила благодарность Британской империи. Именно благодаря памяти об этих храбрых парнях к их любимой провинции будут относиться справедливо.
Оригинальный текст (англ.)The Ulster Division has lost more than half the men who attacked and, in doing so, has sacrificed itself for the Empire which has treated them none too well. Their devotion, which no doubt has helped the advance elsewhere, deserved the gratitude of the British Empire. It is due to the memory of these brave fellows that their beloved Province shall be fairly treated.
— Уилфред Спендер
После войны король Георг V отдал дань уважения 36-й дивизии, сказав:

Я вспоминаю подвиги 36-й (ольстерской) дивизии, которые более чем оправдали высокое мнение, сложившееся у меня при осмотре этих сил накануне их отправки на фронт. На протяжении долгих лет борьбы, которая теперь так славно завершилась, мужчины Ольстера доказали, как благородно они сражаются и умирают...
Оригинальный текст (англ.)I recall the deeds of the 36th (Ulster) Division, which have more than fulfilled the high opinion formed by me on inspecting that force on the eve of its departure for the front. Throughout the long years of struggle, which now so gloriously ended, the men of Ulster have proved how nobly they fight and die ....
— Георг V

Рекорд 36-й дивизии навсегда останется гордостью Ольстера. При Тьепвале в битве на Сомме 1 июля 1916 года; при Вийтсхате (Wijtschate) 17 июня 1917 года при штурме Мессинского хребта; на Северном канале при наступлении на линию Гинденбурга 20 ноября того же года; 21 марта 1918 года близ Фонтен-ле-Клер, защищая свои позиции ещё долго после того, как они были изолированы и окружены врагом; а позже в том же месяце в Ондеши, в дни «спиной к стене», они приобрели репутацию бессмертных в военной истории Соединённого Королевства за поведение и преданность, о чём неоднократно сообщалось в депешах главнокомандующего.
Оригинальный текст (англ.)The record of the Thirty-Sixth Division will ever be the pride of Ulster. At Thiepval in the battle of the Somme on 1 July 1916; at Wytschaete on 17 June 1917, in the storming of the Messines Ridge; on the Canal du Nord, in the attack on the Hindenburg Line of 20 November the same year; on 21 March 1918, near Fontaine-les-Clercs, defending their positions long after they were isolated and surrounded by the enemy; and later in the month at Andechy in the days of 'backs to the wall', they acquired a reputation for conduct and devotion deathless in military history of the United Kingdom, and repeatedly signalised in the despatches of the Commander-in-Chief.
— Уинстон Черчилль

К северу от Тьепваля Ольстерская дивизия прорвалась через вражеские траншеи, перевалила гребень хребта и достигла точки, называемой Распятие, в тылу первой немецкой позиции. Некоторое время они удерживали сильный Швабенский редут (где), окруженный с трех сторон, они прошли через последовательные немецкие линии, и только остатки вернулись, чтобы рассказать историю. Ничего более прекрасного на войне сделано не было. Великолепные войска, набранные из тех добровольцев, которые объединились ради другого дела, теперь проливают свою кровь, как воду, за свободу мира.
Оригинальный текст (англ.)North of Theipval the Ulster Division broke through the enemy trenches, passed the crest of the ridge, and reached the point called the Crucifix, in rear of the first German position. For a little while they held the strong Schwaben Redoubt (where), enfiladed on three sides, they went on through successive German lines, and only a remnant came back to tell the tale. Nothing finer was done in the war. The splendid troops drawn from those Volunteers who had banded themselves together for another cause, now shed their blood like water for the liberty of the world.
— Полковник Джон Бьюкен (История войны)

Будь то городской житель или деревенский парень, доброволец или рядовой, офицер или другой чин, католик или протестант, сыны Ольстера знали товарищество и доверие в невзгодах, что должно стать уроком для всех нас.
Оригинальный текст (англ.)Whether town dweller or country lad, volunteer or regular, officer or other rank, Catholic or Protestant, the Sons of Ulster knew a comradeship and a trust in adversity that should be a lesson to us all.
— Ричард Доэрти

## Сражения
- Битва на Сомме
- Битва при Пашендейле
- Мессинская операция (1917)
- Битва при Камбре (1917)
- Битва при Сен-Квентине
- Битва при Розьере
- Битва на Лисе
  - Битва при Кеммеле
  - Битва при Мессине 1918
  - Битва при Байоле
- Битва при Куртре (1918)